# Coiba
Coiba je najveći otok Srednje Amerike, površine 503 km², koji se nalazi 240 km od pacifičke obale panamske pokrajine Veraguas u zaljevu Chiriqui.
Otočje su osvojili Španjolci oko 1560. godine, a 1919. je na njemu osnovana kažnjenička kolonija koja je zatvorena tek 2004. godine. Za vrijeme diktatura Omara Torrijosa i Manuela Noriege (1969. – 1990.) na otoku je bilo oko 3.000 zatvorenika u tridesetak kampova. Ne zna se sa sigurnošću koliko je ljudi ubijeno i mučeno na njemu, ali se spominje brojka od 200-300 zatvorenika. No, zbog toga je otok, osim zatvorskog kompleksa, sačuvao nedirnutu prirodu 80% otoka.
Nacionalni park Coiba, osnovan 1992., obuhvaća cijeli otok i 270.125 hekatara okolnog mora, uključujući 38 otočića, i osnvan je kako bi se zaštitile njegova iznimna pomorska bioraznolikost. Naime, kako je ovo područje zaštićeno od hladnih vjetrova i El Niña, njegova tropska kišna šuma sadrži iznimno velik broj endemskih vrsta. Naime, otok se odvojio od ostatka Paname prije 12-18.000 godina, kada se povisila razina mora, što je dovelo do odvojenog evolucijskog razvoja nekih vrsta, kao što su panamski panamski urlikavac (Alouatta coibensis) i panamski aguti (Coiban Agouti). 
Otočje je također i rezervat mnogih ugroženih vrsta, kao što je krunasti orao (Morphnus guianensis) i Crveno-modra ara. No, najveća vrijednost NP je u njegovom pomorskom životu koje je važno obitavalište mnogih plavih riba i tranzitna ruta mnogih morskih sisavaca. Tu obitava 760 vrsta riba od kojih 33 vrste morskih pasa, te 20 vrsta kitova i ugrožene morske kornjače, te dobri dupini. Zbog toga su Nacionalni park Coiba i njegovo posebno zaštićeno pomorsko područje upisani na UNESCO-ov popis mjesta svjetske baštine u Sjevernoj Americi 2005. godine.

## Vanjske poveznice
- Nacionalni park Coiba
- Video of diving in Coiba (engl.)
- Izložba fotografija

|  | Zajednički poslužitelj ima još gradiva o temi Nacionalni park Coiba |